# 구해줘오피스
구해줘오피스는 개인사업자로 2017년 4월 18일 시작하였으며 이후 JM PROPERTY라는 부동산 분양 대행법인이 설립. 2022년 1월 19일 부동산 중개 법인으로 구해줘오피스를 개업. 서울특별시 금천구 가산디지털1로 16 107-1호(SK V1 AP타워)에 위치. 현재 지식산업센터 위주 분양, 전매, 매매를 진행하고 있다.

## 주요 지식산업센터
- 현재 분양이 진행중인 지식산업센터